# Chassieu
Chassieu là một xã thuộc tỉnh Rhône trong vùng Rhône-Alpes phía đông nước Pháp. Xã này nằm ở khu vực có độ cao trung bình 204 mét trên mực nước biển.